# 見角要
見角要（みかど かなめ、1956年3月21日 - ）は、日本の実業家。立山黒部貫光株式会社代表取締役社長、立山黒部観光宣伝協議会会長。

## 人物・経歴
1956年富山県生まれ。1978年3月千葉商科大学商経学部卒業。同年4月富山地方鉄道株式会社(立山黒部貫光グループ)入社。2011年立山黒部貫光株式会社運行管理室長、同年運輸事業部長、2013年取締役、2017年常務取締役、2019年代表取締役社長就任。